# Kada El Hadjari
Kada El Hadjari est un footballeur algérien né le 1er juillet 1984 à Mascara. Il évoluait au poste d'arrière droit.

## Biographie
Kada El Hadjari évolue en Division 1 avec les clubs du GC Mascara, de l'ASO Chlef, de l'USM Annaba, et enfin du MC Saïda.
Il se classe deuxième du championnat en 2008 avec l'équipe de l'ASO Chlef. Il joue également une rencontre en Coupe de la confédération avec ce club.

## Palmarès
- Vice-champion d'Algérie en 2008 avec l'ASO Chlef
- Champion d'Algérie de Ligue 2 en 2010 avec le MC Saïda
- Accession en Ligue 1 en 2004 avec le GC Mascara